# ルクリーナ・フェッティ
ルクリーナ・フェッティ（Lucrina Fetti、本名ジュスティーナ・フェッティ: Giustina. Fetti、1590年ころ – 1651年）は、イタリアの画家である。画家、ドメニコ・フェッティの妹である。マントヴァの教会の修道女となり、聖人やゴンザーガ家の女性の肖像画を描いた。

## 略歴
ローマで、あまり知られていない画家ピエトロ・フェッティ(Pietro Fetti)の娘に生まれた。有名な画家、ドメニコ・フェッティ(1589-1623) の妹で、兄から絵を学んだ 。この時期のルクリーナの作品は兄の作品されていることが多いとされる。
1613年頃、マントヴァ公フェルディナンド・ゴンザーガ (Ferdinando Gonzaga) に招かれた兄とともにマントヴァに移った。1614年12月に、マントヴァ公が教会への持参金を負担して、マントヴァの教会(Chiesa di Sant'Orsola)に修道女として入った。当時修道女になることは女性が画家の仕事を続けることができる方法のひとつであった。この時、修道女としての名前としてルクリーナを選んだ。
兄は1622年頃、ヴェネツィアに移り、1623年に亡くなるが、ルクリーナ・フェッティは生涯マントヴァで活動した。修道院に入った後、修道院の装飾画を描き、修道院で育てられている王女などのゴンザーガ家の女性の肖像画肖像画を描きなどし、生涯教会で働いた。

## 作品

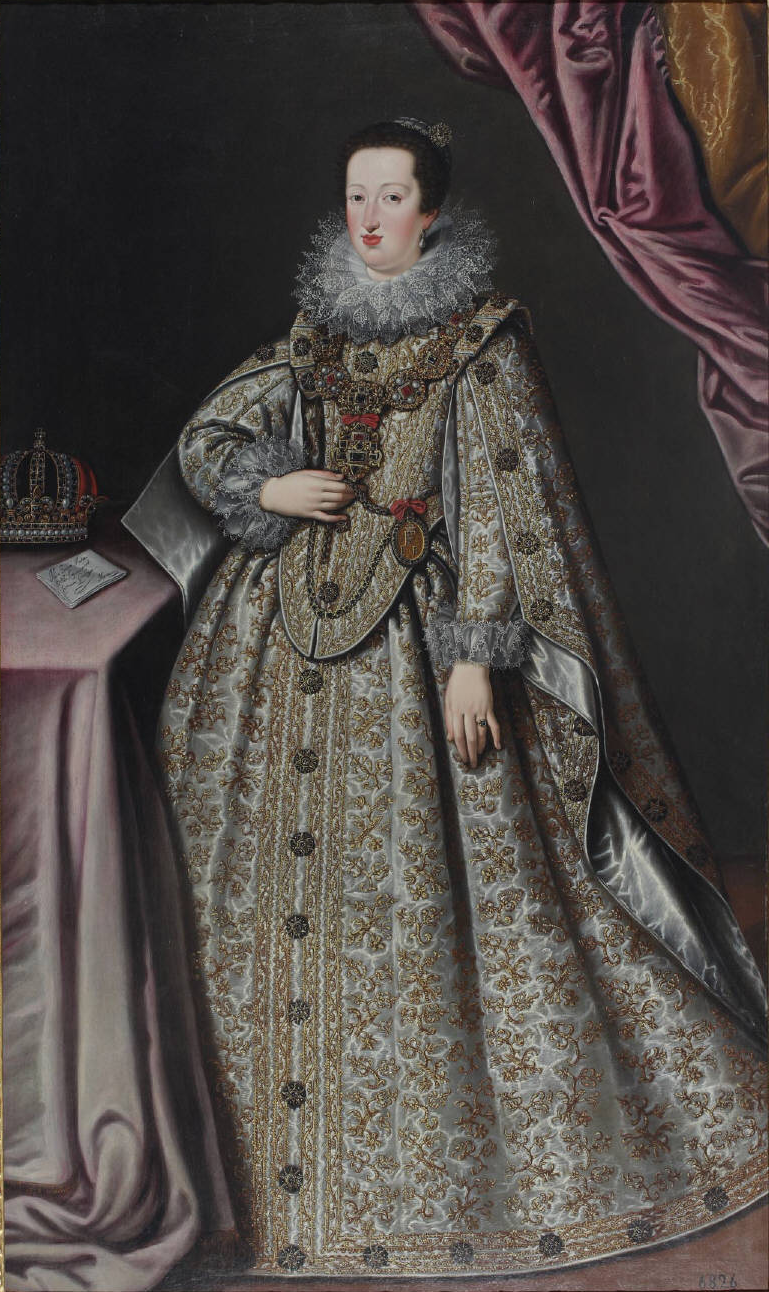
エレオノーラ・ゴンザーガの肖像画 (1622)、Ducal Palace, Mantua
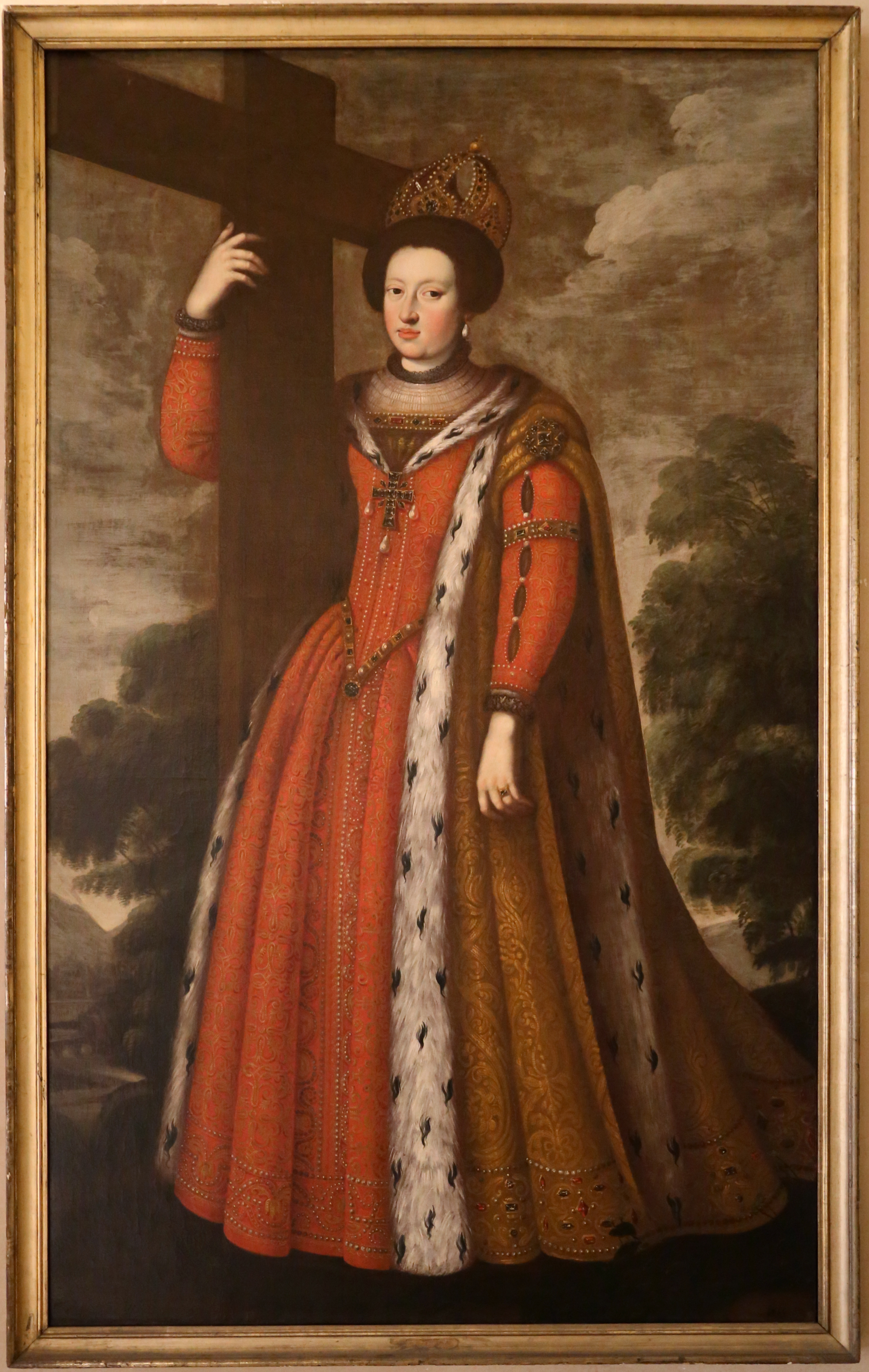
兄の工房の作品の可能性のある「エレオノーラ・ゴンザーガの肖像画」(1621/1625)、Ducal Palace, Mantua
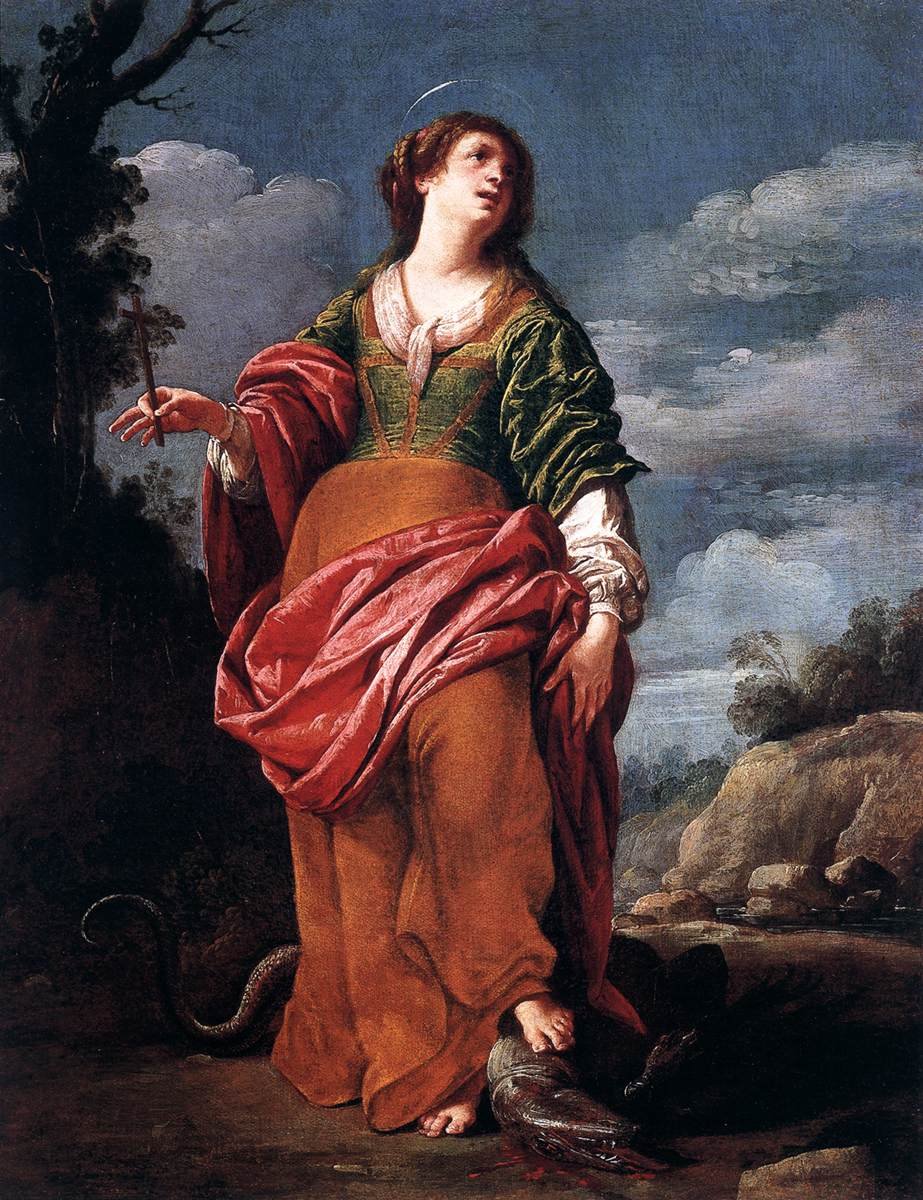
兄と共作とされる聖マルガリタ(c.1619)、Palmer Museum of Art